# Mulino glaciale

Schema che illustra come i mulini trasportano le acque di superficie alla base del ghiacciaio.

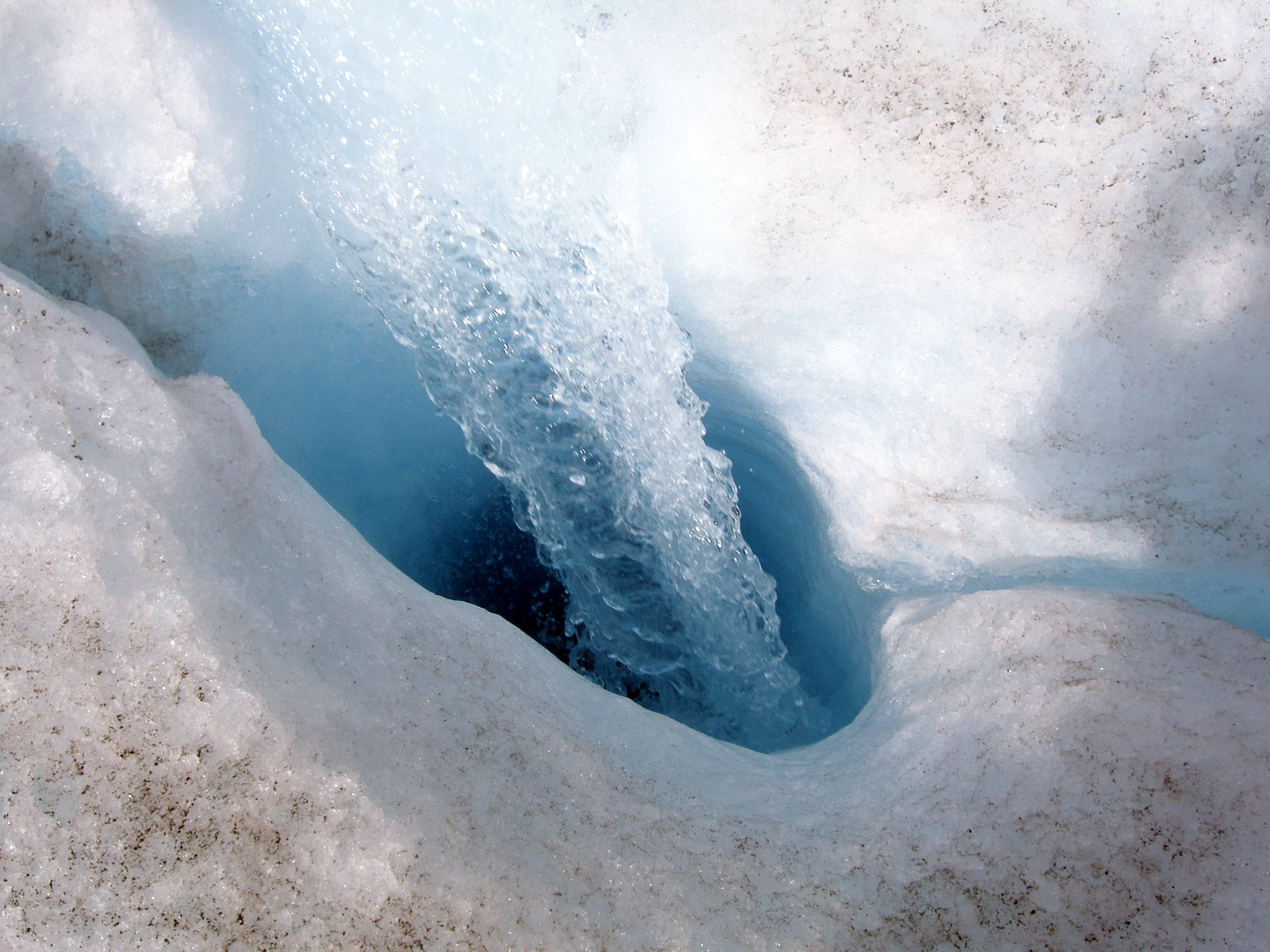
Acqua in superficie che penetra in un mulino sul ghiacciaio Athabasca.

Un mulino glaciale è uno stretto canale tubulare, buco o crepaccio attraverso cui l'acqua penetra in un ghiacciaio dalla superficie.
Possono essere larghi fino a 10 metri e si trovano in genere in una zona pianeggiante di un ghiacciaio percorsa da crepacci trasversali. I mulini possono giungere fino in fondo al ghiacciaio a centinaia di metri in profondità, o laddove si formano i comuni crepacci (circa 10–40 m) in cui il flusso d'acqua si ghiaccia. Sono la causa principale nella formazione di grotte o caverne glaciali.
I mulini sono parte di un sistema interno di "tubazioni" del ghiacciaio che porta l'acqua di fusione dalla superficie fin dove può arrivare. L'acqua dai mulini spesso esce dal ghiacciaio a livello basale, talvolta in mare, e occasionalmente l'estremità inferiore di un mulino può essere esposta alla fronte di un ghiacciaio o al bordo di un blocco di ghiaccio stagnante.
L'acqua dei mulini può aiutare a lubrificare la base del ghiacciaio, influendo sul movimento glaciale. In funzione di una relazione appropriata tra una coltre di ghiaccio e il terreno, la testa d'acqua in un mulino è in grado di fornire la potenza e il mezzo tramite cui può venire a formarsi una valle glaciale a tunnel. Il ruolo dell'acqua nel lubrificare la base di coltri glaciali e ghiacciai vallivi è complesso. Le difficoltà di modellare questo processo vanno ben oltre le previsioni apparentemente ottimistiche dell'innalzamento del livello marino fatte dall'IPCC nel sua quarta relazione di valutazione. Recenti ricerche condotte da Stefan Rahmstorf, riferite al congresso sul clima suggeriscono che l'innalzamento del livello marino sarà maggiore di quello previsto dall'IPCC.